# Polo Grounds
Polo Grounds war der Name von drei verschiedenen Sportstadien in Manhattan, New York City, die alle von den New York Giants – teilweise auch zeitlich überlappend – von 1883 bis zum Übersiedeln nach San Francisco 1957 als Baseballstadion genutzt wurden. Während das erste Stadion unmittelbar nördlich des Central Parks lag, entstanden Polo Grounds II und III im südlichen Teil der Washington Heights an der 155th Street im Norden der Insel unmittelbar benachbart. 
Der Name Polo Grounds entstand als generisch beschreibende Bezeichnung für das als Polo-Stadion gebaute erste Stadion des Namens, entwickelte sich zu einem echten Namen für das Stadion der Giants, der dem Team bei Stadionwechsel zum neuen Stadion, jeweils unter anderem Namen schon bestehendem Stadion, folgte. Dies ging so weit, dass Polo Grounds II und III gleichzeitig in Betrieb waren und mit dem Wechsel der Giants von II zu III aus II Manhattan Field wurde, während das zuvor Brotherhood Park genannte Stadion nun zum dritten Polo Grounds wurde. Nach dem Wiederaufbau des 3. Stadions nach einem Brand 1911 hieß es bis 1919 Brush Stadium. 1963 wurde das 3. und letzte Stadion abgerissen.
Neben dem Hauptnutzer New York Giants spielten auch die MLB-Teams New York Yankees,
die New York Mets und die New York Metropolitans für jeweils einige Jahre in Polo Grounds. 
Polo Grounds wurde aber auch für andere Sportarten genutzt. So war es Heimstadion für insgesamt vier NFL-Teams New York Brickley Giants (1921), New York Giants (1925–1955), New York Jets (1960–1963) und New York Bulldogs (1949) und wurde immer wieder für Fußballspiele genutzt, unter anderem absolvierte Israel hier am 26. September 1948 sein erstes Länderspiel (USA – Israel 3:1). Auch für große Boxkämpfe wurde das dritte Stadion genutzt.